# Ponte Ludovico
Il ponte Ludovico ovvero Ludwigsbrücke è un ponte ad arco sul fiume Isar che collega il quartiere Au con il centro storico di Monaco di Baviera.
La costruzione attuale risale agli anni 1934/35.
Si trova dove nel 1158 Enrico il Leone, duca di Baviera costruisce un primo ponte per deviare la via del sale che prima passava per il territorio della città di Frisinga.